# Quận Fannin, Georgia
Quận Fannin là một quận trong tiểu bang Georgia, Hoa Kỳ. Quận lỵ đóng ở thành phố , Georgia 6. Theo điều tra dân số năm 2000 của Cục điều tra dân số Hoa Kỳ, quận có dân số người 2. Năm 2007, ước tính dân số quận này là người.